# Match des étoiles des ligues AAA de baseball
Le match des étoiles des ligues AAA de baseball est un match de baseball, organisé chaque année depuis 1988 aux États-Unis, qui fait s'affronter les meilleurs joueurs des ligues mineures de baseball de niveau Triple-A.

## Histoire
Depuis 1998, une équipe des meilleurs joueurs de la ligue internationale affronte une équipe des meilleurs joueurs de la ligue de la côte du Pacifique. Avant cette date, soit de 1988 à 1997, c'est une sélection des meilleurs joueurs des clubs AAA affiliés à la ligue américaine qui affrontaient une sélection des meilleurs joueurs des clubs AAA affiliés à la ligue nationale.
En 2017, la ligue internationale a remporté 12 fois le match des étoiles contre 8 fois pour la ligue de la côte du Pacifique.

## Liste des matchs des étoiles
| No                                                              | Édition                                       | Vainqueur                                     | Score                                         | Équipe hôte (ligue)                           | Lieu                                                     | Affluence                                     |
| La Ligue américaine contre la Ligue nationale                   | La Ligue américaine contre la Ligue nationale | La Ligue américaine contre la Ligue nationale | La Ligue américaine contre la Ligue nationale | La Ligue américaine contre la Ligue nationale | La Ligue américaine contre la Ligue nationale            | La Ligue américaine contre la Ligue nationale |
| --------------------------------------------------------------- | --------------------------------------------- | --------------------------------------------- | --------------------------------------------- | --------------------------------------------- | -------------------------------------------------------- | --------------------------------------------- |
| 1                                                               | 1988                                          | Américaine (1)                                | 2 - 1                                         | Bisons de Buffalo (AA)                        | Pilot Field, Buffalo, New York                           | 19 500                                        |
| 2                                                               | 1989                                          | Nationale (1)                                 | 8 - 3                                         | Clippers de Columbus (IL)                     | Cooper Stadium, Columbus, Ohio                           | 14 131                                        |
| 3                                                               | 1990                                          | Nationale (2)                                 | 8 - 5                                         | Stars de Las Vegas (PCL)                      | Cashman Field, Las Vegas, Nevada                         | 10 323                                        |
| 4                                                               | 1991                                          | Nationale (3)                                 | 6 - 5                                         | Redbirds de Louisville (AA)                   | Cardinal Stadium, Louisville, Kentucky                   | 20 725                                        |
| 5                                                               | 1992                                          | Américaine (2)                                | 2 - 1                                         | Braves de Richmond (IL)                       | The Diamond, Richmond, Virginie                          | 12 186                                        |
| 6                                                               | 1993                                          | Nationale (4)                                 | 14 - 3                                        | Dukes d'Albuquerque (PCL)                     | Albuquerque Sports Stadium, Albuquerque, Nouveau-Mexique | 10 541                                        |
| 7                                                               | 1994                                          | Nationale (5)                                 | 8 - 5                                         | Sounds de Nashville (AA)                      | Herschel Greer Stadium, Nashville, Tennessee             | 11 601                                        |
| 8                                                               | 1995                                          | Américaine (3)                                | 9 - 0                                         | RailRiders de Scranton/Wilkes-Barre (IL)      | Lackawanna County Stadium, Moosic, Pennsylvanie          | 10 965                                        |
| 9                                                               | 1996                                          | Nationale (6)                                 | 2 - 1                                         | Buzz de Salt Lake (PCL)                       | Franklin Quest Field, Salt Lake City, Utah               | 15 500                                        |
| 10                                                              | 1997                                          | Américaine (4)                                | 5 - 3                                         | Cubs de l'Iowa (AA)                           | Sec Taylor Stadium, Des Moines, Iowa                     | 11 183                                        |
| La Ligue internationale contre la Ligue de la côte du Pacifique |                                               |                                               |                                               |                                               |                                                          |                                               |
| 11                                                              | 1998                                          | Internationale (1)                            | 8 - 4                                         | Tides de Norfolk (IL)                         | Harbor Park, Norfolk, Virginie                           | 11 049                                        |
| 12                                                              | 1999                                          | Côte du Pacifique (1)                         | 9 - 5                                         | Zephyrs de La Nouvelle-Orléans (PCL)          | Zephyr Field, Metairie, Louisiane                        | 8 895                                         |
| 13                                                              | 2000                                          | Côte du Pacifique (2)                         | 8 - 2                                         | Red Wings de Rochester (IL)                   | Frontier Field, Rochester, New York                      | 12 810                                        |
| 14                                                              | 2001                                          | Côte du Pacifique (3)                         | 9 - 5                                         | Indians d'Indianapolis (IL)                   | Victory Field, Indianapolis, Indiana                     | 15 868                                        |
| 15                                                              | 2002                                          | Côte du Pacifique (4)                         | 5 - 0                                         | RedHawks d'Oklahoma City (PCL)                | SBC Bricktown Ballpark, Oklahoma City, Oklahoma          | 11 343                                        |
| 16                                                              | 2003                                          | Internationale (2)                            | 13 - 9                                        | Redbirds de Memphis (PCL)                     | AutoZone Park, Memphis, Tennessee                        | 15 214                                        |
| 17                                                              | 2004                                          | Internationale (3)                            | 4 - 3 (10 manches)                            | Red Sox de Pawtucket (IL)                     | McCoy Stadium, Pawtucket, Rhode Island                   | 11 192                                        |
| 18                                                              | 2005                                          | Côte du Pacifique (5)                         | 11 - 5                                        | River Cats de Sacramento (PCL)                | Raley Field, Sacramento, Californie                      | 14 414                                        |
| 19                                                              | 2006                                          | Internationale (4)                            | 6 - 0                                         | Mud Hens de Toledo (IL)                       | Fifth Third Field, Toledo, Ohio                          | 11 300                                        |
| 20                                                              | 2007                                          | Internationale (5)                            | 7 - 5                                         | Isotopes d'Albuquerque (PCL)                  | Isotopes Park, Albuquerque, Nouveau-Mexique              | 12 367                                        |
| 21                                                              | 2008                                          | Côte du Pacifique (6)                         | 6 - 5                                         | Bats de Louisville (IL)                       | Louisville Slugger Field, Louisville, Kentucky           | 13 131                                        |
| 22                                                              | 2009                                          | Internationale (6)                            | 6 - 5                                         | Beavers de Portland (PCL)                     | PGE Park, Portland, Oregon                               | 16 637                                        |
| 23                                                              | 2010                                          | Internationale (7)                            | 2 - 1                                         | IronPigs de Lehigh Valley (IL)                | Coca-Cola Park, Allentown, Pennsylvanie                  | 10 000                                        |
| 24                                                              | 2011                                          | Internationale (8)                            | 3 - 0                                         | Bees de Salt Lake (PCL)                       | Spring Mobile Ballpark, Salt Lake City, Utah             | 12 439                                        |
| 25                                                              | 2012                                          | Côte du Pacifique (7)                         | 3 - 0                                         | Bisons de Buffalo (IL)                        | Coca-Cola Field, Buffalo, New York                       | 18 025                                        |
| 26                                                              | 2013                                          | Internationale (9)                            | 4 - 3                                         | Aces de Reno (PCL)                            | Aces Ballpark, Reno, Nevada                              | 10 135                                        |
| 27                                                              | 2014                                          | Internationale (10)                           | 7 - 3                                         | Bulls de Durham (IL)                          | Durham Bulls Athletic Park, Durham, Caroline du Nord     | 10 274                                        |
| 28                                                              | 2015                                          | Internationale (11)                           | 4 - 3                                         | Storm Chasers d'Omaha (PCL)                   | Werner Park, Papillion, Nebraska                         | 9 023                                         |
| 29                                                              | 2016                                          | Internationale (12)                           | 4 - 2                                         | Knights de Charlotte (IL)                     | BB&T Ballpark, Charlotte, Caroline du Nord               | 10 386                                        |
| 30                                                              | 2017                                          | Côte du Pacifique (8)                         | 6 - 4                                         | Rainiers de Tacoma (PCL)                      | Cheney Stadium, Tacoma, Washington                       | 7 024                                         |
| 31                                                              | 2018                                          | Côte du Pacifique (9)                         | 12 - 7                                        | Clippers de Columbus (IL)                     | Huntington Park, Columbus, Ohio                          | 10 516                                        |
| 32                                                              | 2019                                          |                                               | -                                             | Chihuahuas d'El Paso (PCL)                    | Southwest University Park, El Paso, Texas                |                                               |
| 33                                                              | 2020                                          |                                               | -                                             | RailRiders de Scranton/Wilkes-Barre (IL)      | PNC Field, Moosic, Pennsylvanie                          |                                               |